# Jacob Jørgensen (filmproducer og kunstner)
Jacob Jørgensen (født 30. april 1951) er en dansk uddannet reklame- og filmfotograf samt filmproducer. Han stiftede i 1978 produktionsselskabet JJ Film, der er kendt for sine dokumentar- og portrætfilm indenfor kunst og kultur. Jacob Jørgensen har desuden produceret en lang række royale portrætter – senest i 2012 'Dronningen Margrethe Erindringer fra verden og Erindringer fra Danmark'. Han blev desuden i 2010 tildelt Ridderkorset af 1. grad.

## Kunst
Jacob Jørgensen har siden 2006 været medlem af kunstnersammenslutningen Corner. Jacob Jørgensens kunst består af fotografier og videokunst. Hans kunst har blandt andet været udstillet på Silkeborg Bad, Udenrigsministeriet, Frederiksborg Slot, Kunsthal Charlottenborg og Nationalmuseet.

## Filmografi (Portrætter og dokumentar)
- Dronningen Margrethe. Erindringer fra verden (2012)
- Dronningen Margrethe. Erindringer fra Danmark (2012)
- Hans Edvard – Min dal (2011)
- Kathrine Ærtebjerg (2011)
- Dronningens Danmark (2010)
- Olafur Eliasson: Space Is Process (2010)
- De vilde svaner (film fra 2009) (2009)
- Prins Nikolai 10 år (2009)
- Ingvar Cronhammer (2007)
- Herbert Pundik (2006)
- Chris Minh Doky (2006)
- Erik A. Frandsen (2005)
- Ghita Nørby – Den Lille Vilde (2005)
- Mary Elisabeth Donaldson (2004)
- Henning Larsen (2004)
- Prinsesse Alexandra 40 år (2004)
- De usynlige kræfter (2002)
- Walther fra Venedig (2002)
- Maja Lisa Engelhardt (2000)
- Ejler Bille (1999)
- Mærsk Mc-Kinney Møller – Hr. Møller (1999)
- Carl Henning Pedersen (1998)
- Sanne Salomonsen (1998)
- Det Kgl. Teater – Tyl, sved & tårer (1998)
- Kongeskibet Dannebrog (1996)
- Kronprins af Danmark (1996)
- Robert Jacobsen – Skrot Op (1987)
- Fay Weldon (1987)
- Vi rejser i nat (1981)
- Fantastisk tid - (1980)
- Dea Trier Mørch (1980)
- Møde med maleren og forfatteren Hans Scherfig (1978)